# 欧州連合離脱省
欧州連合離脱省（おうしゅうれんごうりだつしょう、Department for Exiting the European Union、略称: DExEU）は、かつてイギリスに存在した行政機関。イギリスが欧州連合 (EU) から離脱することに関係する交渉を監督し、将来のイギリスと欧州連合（EU）との関係を築き上げることに責任を負う。

## 概要
2016年、国民投票でEU離脱が決まった結果、首相辞任を表明したデイヴィッド・キャメロンの後任として就任したテリーザ・メイ新首相により設置された。内閣府の欧州部門、外務・英連邦省欧州局、EU英国政府代表部出身の職員が統合されて組織された。また、必要に応じて他の行政機関からも職員を受け入れることとされた。
2020年1月31日午後11時をもってイギリスはEUから離脱し、離脱省も役割を終えて廃止となった。